# NGC 4483
NGC 4483 је спирална галаксија у сазвежђу Девица која се налази на NGC листи објеката дубоког неба.
Деклинација објекта је + 9° 0' 56" а ректасцензија 12h 30m 40,6s. Привидна величина (магнитуда) објекта NGC 4483 износи 11,6 а фотографска магнитуда 12,5. Налази се на удаљености од 16,350 милиона парсека од Сунца. NGC 4483 је још познат и под ознакама UGC 7649, MCG 2-32-103, CGCG 70-136, VCC 1303, PGC 41339.